# آرنولدزبرگ (ویرجینیای غربی)
آرنولدزبرگ (به انگلیسی: Arnoldsburg) یک منطقهٔ مسکونی در ایالات متحده آمریکا است که در شهرستان کلهون، ویرجینیای غربی واقع شده است.